# Urok (przystanek kolejowy)
Urok – nieistniejący przystanek osobowy, który był położony w Szczecinie przy ul. Aleksandra Świętochowskiego, przy południowej granicy miasta, ok. 750 m za przejazdem pod autostradą A6, przy potoku Niedźwiedzianka w lasach Puszczy Bukowej. Niemiecka nazwa stacji w tłumaczeniu oznaczająca Królewska Droga (Królewski Bruk), obecnie jest nazwą drogi leśnej (niebieski szlak turystyczny) przechodzącej dawniej przez stację. Pierwszą powojenną nazwą stacji było Sicie. Ostatnia nazwa pochodzi od niezamieszkanego osiedla Urok. W pobliżu nie ma przystanków ZDiTM.